# Linaria damascena
Linaria damascena är en grobladsväxtart som beskrevs av Pierre Edmond Boissier och Gaill.. Linaria damascena ingår i släktet sporrar, och familjen grobladsväxter. Inga underarter finns listade i Catalogue of Life.